# Plains (Kansas)
Pour les articles homonymes, voir Plains.
Plains est une ville américaine située dans le comté de Meade au Kansas.
La ville est fondée sous le nom de « West Plains » en 1885 par la West Plains Townsite Company, sur des terres achetées à l'État. Elle est incorporée le 26 avril 1888.
Selon le Bureau du recensement des États-Unis, Plains compte 1 146 habitants au recensement de 2010 pour une superficie de 1 milles carrés (2,59 km2).